# Saint-Jean-de-Laur
 Saint-Jean-de-Laur  (en occitano Sent Joan de Laur) es una población y comuna francesa, situada en la región de Mediodía-Pirineos, departamento de Lot, en el distrito de Figeac y cantón de Cajarc.

## Demografía
| 173 | 154 | 141 | 179 | 174 | 177 |
| Para los censos de 1962 a 1999 la población legal corresponde a la población sin duplicidades (Fuente: INSEE [Consultar]) |     |     |     |     |     |